# Мирошниченко, Надежда Александровна
Надежда Александровна Мирошниченко (род. 1943) — русская советская писательница, прозаик, поэтесса, педагог, диктор, корреспондент. Член Союза журналистов СССР (с 1977)
и Союза писателей СССР (с 1981). Народный поэт Коми (2009). Заслуженный работник культуры Российской Федерации (2010).
Лауреат Большой литературной премии России (2007) и ряда других премий .

## Биография
Родилась 3 июля 1943 года в Москве в семье служащих, в 1949 году семья Мирошниченко переехала в Сыктывкар.
С 1959 по 1964 год обучалась на английской группе филологического факультета Коми государственного педагогического института. С 1964 по 1967 год работала преподавателем английского языка среднего общеобразовательного учебного заведения. С 1967 по 1979 год работала корреспондентом и диктором в республиканской печати и телевидении. С 1979 по 1981 год — литературный консультант Союза писателей Коми АССР, в дальнейшем на педагогической работе на гуманитарном факультете Ухтинского государственного технического университета в звании доцента.
Член Союза журналистов СССР (1977), Союза писателей СССР (1981). С 1999 года член Правления Союза писателей России и член Всемирного русского народного собора.
В 2022 году подписала письмо в поддержку российского военного вторжения на Украину.

## Творчество
В 1966 году первые поэтические произведения Мирошниченко были опубликованы в литературном сборнике «Перекличка» и в газете «Молодёжь Севера», а в 1975 году вышел первый литературный сборник её стихов «Назовите меня по имени». В последующем вышли сборники «Все кончается добром» (1984), «Сыктывкарский вариант» (1986), «Зачем не сберегли» (1989) и др. В 1996 году за сборник «Русское сердце» (1996) была удостоена Государственной премии Республики Коми имени И. А. Куратова в области литературы, а в 2012 году — Литературной премии имени Володина. В 2007 году за книгу «Белая сотня» (2006) Мирошниченко была удостоена Большой литературной премии России.
В 2018 году за сборник стихов «Полёт невозвратимый» была удостоена Литературной премии имени Альберта Ванеева.
Стихи Мирошниченко публиковались в журналах «Наш современник», «Молодая гвардия», «Дон», «Север», «Юность», «Подъём»; в «Литературной газете»; в альманахе «День поэзии» и др.
В 2013 году вышло собрание поэтических сочинений в трёх томах.

## Награды
- Медаль ордена «За заслуги перед Отечеством» I степени (11 мая 2021) — за заслуги в развитии отечественной культуры и спорта, многолетнюю плодотворную деятельность[7]
- Заслуженный работник культуры Российской Федерации (2010) — за заслуги в области культуры и многолетнюю плодотворную работу[8]
- Народный поэт Коми (2009)[1]
- Медаль ордена «За заслуги перед Отечеством» II степени (2004) — за многолетнюю плодотворную деятельность в области культуры и искусства[9]
- Заслуженный работник Республики Коми (1995)[1]
- Почётный знак «За заслуги в литературе» (2023)[10]

### Премии
- Литературная премия имени Альберта Ванееваза (2018) — за книгу стихов «Полёт невозвратимый»;
- Премия «Российский писатель — 2018» в номинации «поэзия» — за поэтические произведения «Здравица», «Об этом-то и речь» и «Грань за гранью…»[11];
- Премия Правительства Республики Коми в области литературы имени И. А. Куратова (2015);
- Международная премия Славянской Академии литературы и живописи «Серебряное перо» (2012);
- Литературная премия имени Володина (2012) — за цикл стихотворений "Русские сердца[12];
- Большая литературная премия России (2007) — за книгу стихов «Белая сотня»;
- Премия Союза писателей России и Республики Саха (Якутия) «Северная звезда» (1997);
- Государственная премия Республики Коми имени И. А. Куратова в области литературы (1996) — за книгу «Русское сердце»;
- Премия журнала «Наш современник» (1996);
- Премия еженедельника «Литературная Россия» (1996) — за статьи по русскому вопросу.